# Morgan, Georgia
Morgan är administrativ huvudort i Calhoun County i Georgia. Morgans invånarantal uppskattas till 1 849 invånare (2015).

## Kända personer från Morgan
- Bo Ginn, politiker